# Szenes Iván
Szenes Iván (Budapest, 1924. április 25. – Budapest, 2010. szeptember 13.) EMeRTon-díjas magyar író, dalszövegíró, dramaturg, zeneszerző, érdemes művész. A családi hagyomány ápolója, folytatója. Statisztikák és az Artisjus 2000-es kimutatása szerint Magyarország legtöbbet játszott szerzője és legtermékenyebb dalszövegírója, csaknem 2 000 dalszöveget írt; a Színházi adattárban regisztrált bemutatóinak száma több mint 400. Csak az Imádok férjhez menni című darabjának 2010-ig harminchárom bemutatója volt.

## Élete
Édesapja Szenes Andor (1899–1935) író, édesanyja Kelemen Piroska (1903–1999) volt. 1945–1948 között köztisztviselő, 1948–1949-ben a Világosság című lap munkatársa, 1949–1950-ben a Fővárosi Népszórakoztatási Intézet, 1951–1956 között a Vidám Színpad dramaturgja. 1956–1961-ben az Országos Cirkusz Vállalat varietéosztályának és szabadtéri színpadainak művészeti vezetője. 1961–1979 között a győri Kisfaludy és a József Attila Színház dramaturgja. 1979-től a Vidám Színpad dramaturgja, kabarék szerkesztője, menedzsere.
2003-ban Nemcsak a húszéveseké a világ című, a közszolgálati televízióban fő műsoridőben sugárzott sorozatának nézettsége elérte a kereskedelmi televíziókét.
Halála előtt két hónappal, két részletben sugározta az MTV a Szenes Színház című műsort. Az internettől sem idegenkedő művész Klikkelj rám címmel írt egy 21. századi slágert.
Síremléke a Kozma utcai izraelita temetőben található (16-1-01).

### A család
Édesapja Szenes Andor író, színpadi és slágerszerző, akinek unokatestvére Szenes Béla író, újságíró, másodunokatestvére Szenes Hanna mártírsorsú költőnő volt. Felesége Kornay Mariann (Kornai Marianne), színésznő. (A televízió különböző műsoraiban gyakran szerepel Szenes Andor A szenesember című jelenete. Ebben Latabár Kálmán partnere volt.) A Szenes család alapította a Kornay Mariann Művészeti Díjat, melyet 2010-ben Dér Heni és Oláh Ibolya vehetett át. Lánya Szenes Andrea riporter, korábban az MTV alelnöke, politikus a Független Kisgazdapárt színeiben.

## Munkássága

### Színpadi művei
A Színházi adattárban regisztrált bemutatóinak száma: 491. (Szerző, dalszövegíró, dramaturg, fordító, zeneszerző, rendező)
| Royal Revü Varieté - Kiigényelt szerelem. Zeneszerző: Kemény Egon. Bemutató: 1946. február 1. (Farsang 1946 – Konfetti), Igazgató: Ehrenthal Teddy. Fő szerepekben: Kardos Magda, Lugosi György, Kollár Lívia, Murányi Lili, Varga D. József, Dezsőffy László. Kisért: Chappy (Orlay Jenő) 15 tagú zenekara. Rendező: Szabolcs Ernő. József Attila Színház Fodor Imre a színház legendás igazgatója – régi hagyomány ápolásaként – évadzáró bemutatóra zenés játékot rendelt. Számos emlékezetes előadás született így, sok nagy sláger is innen indult el hódító útjára. - Váljunk el. Zeneszerző: Csanak Béla. Bemutató: 1957. Főszereplők: Ráday Imre, Komlós Juci, Bodrogi Gyula - Potyautas (Nádas Gábor) - Imádok férjhez menni. Zeneszerző: Nádas Gábor. Bemutató: József Attila Színház, 1964. Főszereplők: Darvas Iván, Váradi Hédi, Bodrogi Gyula. - Lulu (Fényes Szabolcs) - Szókimondó Kata (Bágya András) - Svejk (Aldobolyi Nagy György) - Mona Mari mosolya (Nádas Gábor) - Kaktusz virága (Nádas Gábor) - Kaviár (Fényes Szabolcs) Madách Színház - Tévedések vígjátéka (Malek Miklós) Fővárosi Operettszínház - Montmartre-i ibolya. Átdolgozás. Szerzőtársak: Lőrincz Pál, Kertész Imre. - Knock out. Zeneszerző: Lendvai Kamilló; szövegkönyv: Szinetár György. Bemutató: 1968. december 7., Rendező: Seregi László, koreográfus: Bogár Richárd, karmester: Breitner Tamás. Főszereplők: Kertész Péter, Lehoczky Zsuzsa, Felföldi Anikó, Hadics László; Pagonyi János - Három napig szeretlek (Lendvay Kamilló) - Balkezes bajnok (Bródy Tamás) - Három tavasz (Lajtai Lajos) Vidám Színpad - Susmus (Behár György) - Fogad 3-tól 5-ig (Behár György) - Segítség válunk (Fényes Szabolcs) - Legfeljebb elválunk (Vécsey Ernő) | - Lovagias ügy - Elvámolt éjszaka - Egy király Párizsban (Bágya András) - Kutyakomédia (Blum József) - Szegény kis betörő (Nádas Gábor) - Isten veled édes Piroskám (Dobos Attila) - Nyitott ablak (Fényes Szabolcs) - Bubus (Fényes Szabolcs), főszereplők: Bodrogi Gyula, Dobránszky Zoltán, Zana József - Az ördög nem alszik (Fényes Szabolcs) - Ninocska (Wolf Péter) Kis Színház Kabarék a Vidám Színpad kamaraszínházában - Mi újság odaát (Charles Kálmán) - Meddig lehet elmenni - Hajrá magyarok - Ki van odafenn - Dobogón vagyunk (Kellér Dezső) - Szerencsés flótás, zenés játék (Fényes Szabolcs) Medgyasszay Színház - Tombol az erény (Csanak Béla) - Ki a papa? (Hegedűs Tamás) Tarka Színpad - Őfelsége a sztár. Zeneszerző: Bágya András Városmajori Szabadtéri Színpad - Kikapós patikárius. /Bertinet művéből átdolgozva/ Zeneszerző: Fényes Szabolcs. Főszereplő: Haumann Péter - Uraim csak egymás után (Fényes Szabolcs) - Ibusz kisasszony (Fényes Szabolcs) |

### Filmek
- Állami Áruház

Rendező: Gertler Viktor, zeneszerző:Kerekes János. Főszereplők: Latabár Kálmán, Feleki Kamill, Gábor Miklós, Petress Zsuzsa, Turay Ida.
- 2×2 néha 5

Rendező: Révész György, zeneszerző: Fényes Szabolcs. Főszereplők: Ferrari Violetta, Zenthe Ferenc. Énekhangok: Hollós Ilona, Vass Éva, Kazal László, Vámosi János.
- Éjfélkor

Rendező: Révész György, zeneszerző: Bágya András
- Tanulmány a nőkről
- Ismeri a szandi mandit?
- Angi Vera
- Fuss, hogy utolérjenek!

Rendező: Keleti Márton, zeneszerző:Fényes Szabolcs
- Napfény a jégen

Rendező: Bán Frigyes, zeneszerző: (Fényes Szabolcs)
- Vuk

Rendező: Dargay Attila. Zeneszerző: Wolf Péter

### Hofi Gézaszerzőtársa
- A rádió részére készült a Kell néha egy kis csavargás című humoros zenés mű. A szerző-triumvirátus harmadik tagja ezúttal is Malek Miklós volt. Az előadók Hofi Géza mellett Kovács Kati és Koós János voltak. Később ezt az anyagot lemezen is kiadták. Több szám sláger lett. A számok a következők voltak:
  - Fogsz Te a fox helyett
  - Macskaduett[13]
  - Próbálj meg lazítani
  - Söprik az utcát
  - Kell néha egy kis csavargás
  - Az én világom
  - A Déli pályaudvar
- Színházi kabaré
  - Beat kabaré. Kis Színpad, 1968. További szerző: Kapossy Miklós; Peterdi Pál; Radványi Ervin.
  - Madách Kamara Színház

Két műsor készítésében is közreműködött Malek Miklós társaságában
- - Hofélia 1983; Élelem bére. 1987
- Tévé műsor
  - Temetni a munkát. Szilveszteri műsor, 1984. Szerzőtársak: Malek Miklós, G. Dénes György
- Hofi részére írt további számok. Zeneszerző: Malek Miklós
  - Gondolj apádra
  - Szembe jönnek a lányok
  - Kiöregedett vadászkutya dala[14]

### Rádióoperett
- A bűnbak, 1960 (Gyöngy Pál–Tokaji György)

### Slágerei
Tudományos igényű diszkográfia dalairól még nem készült. Nem túlzás azonban azt állítani, hogy minden idők legtermékenyebb slágerszerzője. Pálya-, „vetélytársai” több korosztályból kerültek ki. Néhányan közülük: Bradányi Iván, Brand István, Fülöp Kálmán, G. Dénes György „Zsüti”, S. Nagy István, Romhányi József és az új nemzedék: Adamis Anna, Bródy János, Miklós Tibor, Sztevanovity Dusán. Sülyi Péter. A teljesség igénye nélkül összeállított-válogatott lista, előadó szerinti rendszerezéssel:
| Ákos Stefi - Pest felé szökik a nyár (Zeneszerző: Zsoldos László) - Jó volna még iskolába járni (Vértes Henrik) - Úgy szeress (Behár György) Apostol Együttes - Nehéz a boldogságtól búcsút venni (Németh Zoltán) - Homokvár (Németh Zoltán) Aradszky László - Isten véled édes Piroskám (Dobos Attila), a dallal első díjat nyertek 1966-ban a Magyar Rádió Tessék választani! versenyén. Ezzel a számmal Ő lett az első aranylemezes (100 000!) is. - Nemcsak a húszéveseké a világ (Fényes Szabolcs) - Annál az első ügyetlen csóknál (Dobos Attila), az 1967-es táncdalfesztivál második helyezett dala. Bilicsi Tivadar - Jöjjön ki Óbudára (Lajtai Lajos–Békeffi István) Bodrogi Gyula - A legtöbb ember ott hibázza el. A zenét is Szenes Iván szerezte. - Az a jamaicai trombitás. A kaktusz virága című zenés játékból. Duett Voith Ágival (Nádas Gábor) Breitner János - Mindenkit elfelednek egyszer; Szalmaláng (Breitner János) Corvina együttes - Három aranyásó (Szerdahelyi Zoltán) Cserháti Zsuzsa - A boldogság és én (Bágya András) - Kicsi gyere velem rózsát szedni (Gábor S. Pál) Darvas Iván - Kicsit szomorkás a hangulatom máma. Az Imádok férjhez menni című zenés játékból (Nádas Gábor) Eszményi Viktória - Úgy szeress (Behár György) Feleki Kamill - Glauziusz bácsi dala. Az Állami Áruház című filmből (Kerekes János) Ferrari Violetta - Melletted nincsenek hétköznapok (Fényes Szabolcs) Harangozó Teri - Mama, úgy szeretlek én (Dobos Attila) - Mindenkinek van egy álma (Fényes Szabolcs) - Minden ember boldog akar lenni (Dobos Attila) Hollós Ilona - Veled vagyok még gondolatban (Vig György) - 2*2 néha öt, duett Kazal Lászlóval (Fényes Szabolcs) Jávor Pál - Egy tisztes őszes halánték (Horváth Jenő) Kapitány Anna - Ha te lennél a napfény (Breitner János) - Szalmaláng (Breitner János) Karády Katalin - Álltam a hídon (Horváth Jenő) - Ilyennek képzeltelek mindig. Orlay Jenő(Chappy) - Tavaszi álmok idején (Szerdahelyi Zoltán) Karda Beáta - Hozzád szeretnék tartozni (Falus Gábor) Katona Klári - Ablak nincs az emberen (Koncz Tibor) - Kíváncsi lennék rá - Voltál, és nem vagy itt (Gábor S. Pál) Kazal László - Megyen a hegyen a turista (Gyöngy Pál) - Egy dunaparti csónakházban (Kerekes János) Koncz Zsuzsa - Sajnálom szegényt (Lovas Róbert) - Szerelem nélkül (Behár György) Koós János - Annyi ember él a földön (Dobos Attila), 1966-os Táncdalfesztivál 2. díj - Én aki nála jártam (Nádas Gábor) - Kislány a zongoránál (Lovas Róbert) - Nem vagyok teljesen őrült (Lovas Róbert) Korda György - Bocsánat, hogyha kérdem (Aldobolyi Nagy György) - Találd ki gyorsan a gondolatom. Duett a szerző Balázs Klárival. Kovács Erzsi - Hosszú az a nap (A zeneszerző is Szenes Iván. A legnagyobb, klasszikussá vált magyar slágerek egyike). Szenti Edit is énekelte | Kovács Kati - Úgy szeretném meghálálni (Gábor S. Pál) - A régi ház körül (Aldobolyi Nagy György) - Elégia (Koncz Tibor) - Nálad lenni újra jó lenne (Koncz Tibor) – ezzel a dallal Kovács Kati megnyerte 1974-ben Castlebar Song Contest írországi Nemzetközi dalfesztivált - Ha legközelebb látlak (Koncz Tibor) - Add már uram az esőt (Koncz Tibor), ezzel a dallal nyerte meg Kovács Kati az 1972-ben a Magyar Nemzetközi Táncdalfesztivált és a Drezdai Nemzetközi Fesztivált. - Találkozás egy régi szerelemmel - Újra otthon (Koncz Tibor) – ezzel a dallal Kovács Kati megnyerte az 1981-es a Táncdalfesztivált. Lantos Olivér - Álltam a hídon (Horváth Jenő) Mary Zsuzsi - Cseresznyeárus lány dala (Dobos Attila) - Lehet, hogy túlságosan szerettelek (Breitner János) - Mama (Dobos Attila) - Nyári zápor – duett a zeneszerzővel (Dobos Attila) Mensáros László - Papíron túl vagyok az ötvenen (Fényes Szabolcs) Mikes Éva - Butaság gondolni rád (Hajdu Júlia) Mikó István - A magam erejéből lettem senki (Mikó István) Németh József - Az utolsó kintornás Pesten (Lovas Róbert) Németh Lehel - Én visszahozom divatba a foxtrottot (Tardos Péter) - Fütyülök a tvisztre és a divatra (Behár György) Payer András - Akkor gyere el (Payer András) Pécsi Sándor - Gyermekkori álmok (Fényes Szabolcs) Putnoki Gábor - Belehalok én (Szerdahelyi Zoltán) - Egy boldog nyár Budapesten (Kerekes János) playbackről Gábor Miklós helyett Ráday Imre - Mások vittek rossz utakra engem, A Szabin nők elrablása című darabból (Horváth Jenő) Sárosi Katalin - Szervusz Budapest (Bágya András) - Oh, hully-gully (Nádas Gábor) Szécsi Pál - Szeretni bolondulásig (Fényes Szabolcs) - Én édes Katinkám (Lajtai Lajos – Békeffi István) Szűcs Judith - Nekem csak vele kell a szerelem (Hajdu Sándor) - Az én kedvesem (Falus Gábor) - Fiú az önzésed unom már (Bágya András) - Piros kardvirág (Idrányi Iván) - Remélem azt (Blum József) - Akárhogy nézzük (Gábor S. Pál) - Még most sem olyan könnyű (Charles Kálmán) Tolnay Klári–Páger Antal - Orchideák (Aldabolyi Nagy György) Vadas Zsuzsa - Pest felé szökik a nyár Vámosi János - Szeret-e a szíve, most mondja meg (Horváth Jenő) Záray Márta - Már nem haragszom rád (Szerdahelyi Zoltán) - Mondd, mért szeretsz te mást? (Zsoldos László) - Áprilisi tréfa volt (Fényes Szabolcs) Vass Éva - Túl szép, amit Te mondsz. A 2x2 néha öt című film betétdala, Ferrari Violetta énekhangja. (Fényes Szabolcs) Váradi Hédi - Engem nem lehet elfelejteni. Az Imádok férjhez menni című zenés játékból (Nádas Gábor) Voith Ági - Jamaicai trombitás – Duett Bodrogi Gyulával. A Kaktusz virága című zenés játékból (Fényes Szabolcs) Zalatnay Sarolta - Tölcsért csinálok a kezemből (Frenreisz Károly) - Hosszú forró nyár (Gábor S. Pál) - Félteni kell (Fényes Szabolcs) Zsolnai Hédi - A végén mindent másképp lát az ember (Gordon Imre) |

## Szállóigévé vált sorok
- Kicsit szomorkás a hangulatom máma.; Kicsit megrázom magam, ugye minden rendben van (Az Imádok férjhez menni című zenés játék egyik slágere. A bemutató 1964. május 22-én, a József Attila Színházban volt. A darabban énekelte és így első előadó volt – az „Angyalföldre száműzött” – Darvas Iván. Csak később énekelte lemezre Németh József.)
- Egyik a fogát szívja, másik a szívét fogja (A kaktusz virága)
- Gondolj apádra, ha rákerülsz a lapátra (Hofi Géza előadóestjének egyik betétdala)
- Lazítani, próbálj meg lazítani! … Kell egy kis áramszünet, időnként mindenkinek (Egy zenés rádióműsor dala, lásd Hofi fejezet.)

## Érdekességek
- Kertész Imre Nobel-díjas íróhoz – fiatalabb éveikben – munka és baráti kapcsolat fűzte.
- Számok – a teljesség igénye nélkül
  - 2000 dal, ebből 120 sláger (Szenes Iván megállapítása szerint)
  - Több mint 100 film és színházi munka, átdolgozás, versek
  - A szócikk válogatásba több mint 40 előadóművész és 32 zeneszerző került.
  - Magyarország legtöbbet játszott szerzője – haláláig – az Artisjus 2000-es kimutatása szerint.

## Könyvei
- Őfelsége, a sztár (1962)
- Ajándék volt minden perc és óra… Magyar dalszerzők. S. Nagy István, G. Dénes György, Bradányi Iván, Szenes Iván, Malek Miklós; fel. szerk. Szentirmai Dóra, főszerk. Dibás Gabriella, bev. Bradányi Iván; Reader's Digest, Budapest, 2012 + 5 CD

## Díjai, elismerései
- eMeRTon-díj (1986)
- Érdemes művész (1988)
- Huszka Jenő-Életműdíj (1994)
- A Magyar Köztársasági Érdemrend kiskeresztje (1994)
- Fényes Szabolcs-díj (1995)
- Budapestért díj (2010)
- Fonogram – Magyar Zenei Díj – Hosszú az a nap c. lemez (2012)
- Józsefváros díszpolgára (posztumusz, 2014)[17]
- Fonogram-díj Szervusz Szenes Iván tér c. lemez (2019)
- Német aranyérem, a Budapesti melódiák című revüjéért
- Porto Ricó-i fesztivál, Európa-díj

## Szenes Iván-díj
A művész halála után, lánya Szenes Andrea létrehozta a Szenes Iván Művészeti Díjat, amelyet először Wolf Kati énekesnő kapott meg. Szenes Iván emlékére 2011 óta minden évben megrendezik a Szenes Iván Emlékkoncertet, amelyet lakóhelyén, a Rezső téren (2016-tól Szenes Iván tér) tartanak. Az ingyenes műsornak évről évre egyre több (2014-ben 8 ezer) nézője van.

### Díjazottak
- Wolf Kati (2011)
- Mészáros János Elek (2012)
- Bodrogi Gyula – életműdíj (2013)
- Aradszky László (2014)
- Kocsis Tibor – slágerdíj (2014)
- Koós János – életműdíj (2014)
- Zséda – Kornay-Szenes Iván díj (2015)
- Vastag Csaba (2015)
- Törőcsik Mari – életműdíj (2016)
- Nyári Károly – Kornay-Szenes Iván díj  (2016)
- Tabáni István (2016)
- Korda György – életműdíj (2017)
- Király Linda (2017)
- Voith Ági – Kornay-Szenes Iván díj (2017)
- Zalatnay Sarolta – életműdíj (2018)
- Vastag Tamás (2018)
- Opitz Barbi – Kornay-Szenes Iván díj (2018)
- Burai Krisztián  – művészeti díj (2018)
- Balázs Péter (2019)
- Balázs Klári (2019)
- Fekete Péter (2019)
- Koós Réka – Kornay-Szenes Iván díj (2019)

## Tallózás az interneten

### Előadók, diszkográfiák
- A legtöbb ember ott hibázza el
- Apostol – Nehéz A Boldogságtól Búcsút Venni
- Péter Szabó Szilvia – A régi ház körül
- Szűcs Judith – Nekem csak vele kell a szerelem (1973)

### Videók
- Szenes Iván – Klikkelj rám!
- Mint ha sohase hagynád abba...
- Ne sírj kislány…
- Újrakezdés iskolája – Szenes Iván műsora, Csányi Vilmos/1
- Újrakezdés iskolája – Szenes Iván műsora, Csányi Vilmos/2
- Újrakezdés iskolája – Szenes Iván műsora, Csányi Vilmos/3
- Embertréning kutyásoknak, Kutyadal Szenes Iván dala
- Szenes SzinHaz SzinHaz a hazban Gabriel (Szenes Ivan – Szuletesnapi ajandeka)